# Kim Nielsen
Kim Marius Nielsen (16 de gener de 1986) va ser un ciclista danès professional del 2005 fins al 2009. Va combinar la carretera amb la pista.

## Palmarès
- 2007
  - Vencedor de 3 etapes del Tour del Mar de la Xina Meridional
- 2008
  - Vencedor d'una etapa de l'Istrian Spring Trophy
  - Vencedor d'una etapa del Tour de Berlín